# Агромат
ООО ПТК «Агрома́т» (промышленно-техническая компания «Агромат», индекс на ПФТС: COAGMD) — украинская компания, специализирующаяся на производстве керамической плитки, сантехники, мебели и осветительных приборов.
По итогам 2008 года компания занимала 24 % украинского рынка керамики, а в 2010 году — около 36 %.
Штаб-квартира компании находится в столице Украины — Киеве.

## История
Компания создана 25 августа 1993 года. Постепенно наладила контакты с иностранными партнерами. В настоящее время в структуре компании находится ряд дочерних предприятий. Помимо основных направлений деятельности, компания развивает собственный ресторанный, туристический и рекламный бизнес, а также собственные логистические центры.

## Деятельность

### Показатели деятельности
Кредитный рейтинг компании в 2009 году был понижен рейтинговым агентством «Кредит-рейтинг» с уровня «uaВВВ+» до уровня «uaBBB», а в 2010 году — из Контрольного списка рейтингов были исключены долгосрочные процентные облигации (серий А и В) — на сумму 100 млн грн., что связано с реструктуризацией задолженности.
- В 2008 году чистая прибыль компании составила 50,018 млн грн., (в сравнении с 2007 годом — рост на 17 %). Доход от реализации возрос с 618,532 млн грн до 802,705 млн грн. Валовая прибыль увеличилась с 177,551 млн грн до 267,004 млн грн.[2].
- В 2009 году компания увеличила свои активы до 993,207 млн грн., что на 6 % более в сравнении с 2008 годом. Уставный капитал составлял 130 млн грн., основные средства — 312,168 млн грн., а нераспределенная прибыль составила 200,321 млн грн.[6].

### Сотрудничество
- Основным платёжным агентом выступает «УкрCиббанк»[7].
- Партнёрами компании выступают производители сантехники и керамики: «Impronta Italgraniti», «Novabell», «Imola», «Venis», «Aparici», «Rocersa», «Revigres», «Cersanit», «Villeroy & Boch»[1].